# Isak Dahlin
Isak Dahlin, född 26 juni 1987 i Stockholm, är en svensk före detta fotbollsspelare och tränare samt programledare.
Dahlin är uppväxt i Spånga i norra Stockholm. Han började spela fotboll som sexåring i Spånga IS. Fadern har flera säsonger i Brommapojkarna bakom sig. Fram till tonåren varvade Dahlin fotbollen med innebandy men en eventuell innebandykarriär lades på hyllan när han 2002 blev uttagen till elitpojkslägret. Det var också då Hammarby IF fick upp ögonen för honom men han ville först testa a-lagsspel med Spånga i division 3. Däremellan vann han S:t Erikscupen som 17-åring. Spånga slog Brommapojkarna med 3–1 i finalen och Dahlin gjorde mål på straff. 
Inför 2005 blev det aktuellt med Bajen igen och denna gång tackade han ja när föreningen hörde av sig. Under de följande säsongerna blev det spel i Hammarby TFF innan han flyttades upp till a-truppen inför 2007, i samma veva skrev han på ett femårskontrakt. 
Dahlin har även fått chansen i U21-landslaget. Debuten skedde i en landskamp mot Frankrike 14 november 2006. Han fick hoppa in de sista åtta minuterna och matchen slutade med svensk 2–4-förlust. Dahlin har ytterligare en U21-landskamp på meritlistan, förutom ett flertal pojk- och juniorlandskamper. 
Under första halvan av 2008 lånade Hammarby ut Dahlin till Gröndals IK i div 1. Under säsongerna 2009-2011 tillhörde Isak Hammarbys A-trupp och gjorde sammanlagt 19 matcher och ett mål i Allsvenskan och Superettan. Han lämnade hammarby och gick vidare till Akropolis innan han avslutade spelarkarriären. Istället började han som tränare inom Hammarbys ungdomsverksamhet bland annat i U19 och U21 laget. Därefter fick han huvudansvaret för Hammarbys damlag inför säsongen 2019. Efter att ha slutat trea och därmed misslyckats med att nå målet att ta laget tillbaka till damallsvenskan fick han sparken och ersattes av Pablo Pinones Arce.
I nuläget agerar Isak programledare för olika webbprogram för Svenska Spel, bland annat "Studio Oddset" med Nils-Eric Johansson. Isaks bror är poddaren och programledaren Gusten Dahlin som bland annat leder podden "Tutto Balutto".